# 蒲壮所城
蒲壮所城位于浙江省温州市苍南县蒲城乡浙闽交界处附近的山麓，是中国古代海防城堡建筑。始建于洪武十七年（公元1384年），是明代朝廷为防倭寇而建，原名蒲州所，后壮士所与之合并，改称蒲壮所，属金乡卫，现名蒲城。
蒲壮所城墙周长五里三十步（约2550米），高一丈五尺（约5米），底宽二丈（约7米），顶宽一丈二尺（约4米），北面城墙靠山，为圆弧形，南城面海，东、南、西面有三座瓮城，均为方形，蒲壮所城整体呈『天圆地方』形状，外绕护城河，与蒲江相通。
- 蒲壮所城内街巷与格局从明代至今没有变动，有城隍庙、妈祖庙、铁械局、跑马道及明代浙南民居群等多处古迹。

- 1996年，蒲壮所城被中国国务院列为第四批全国重点文物保护单位。
- 2006年5月25日，壮士所城、白湾堡及巡检司遗址于第六批归并入蒲壮所城。

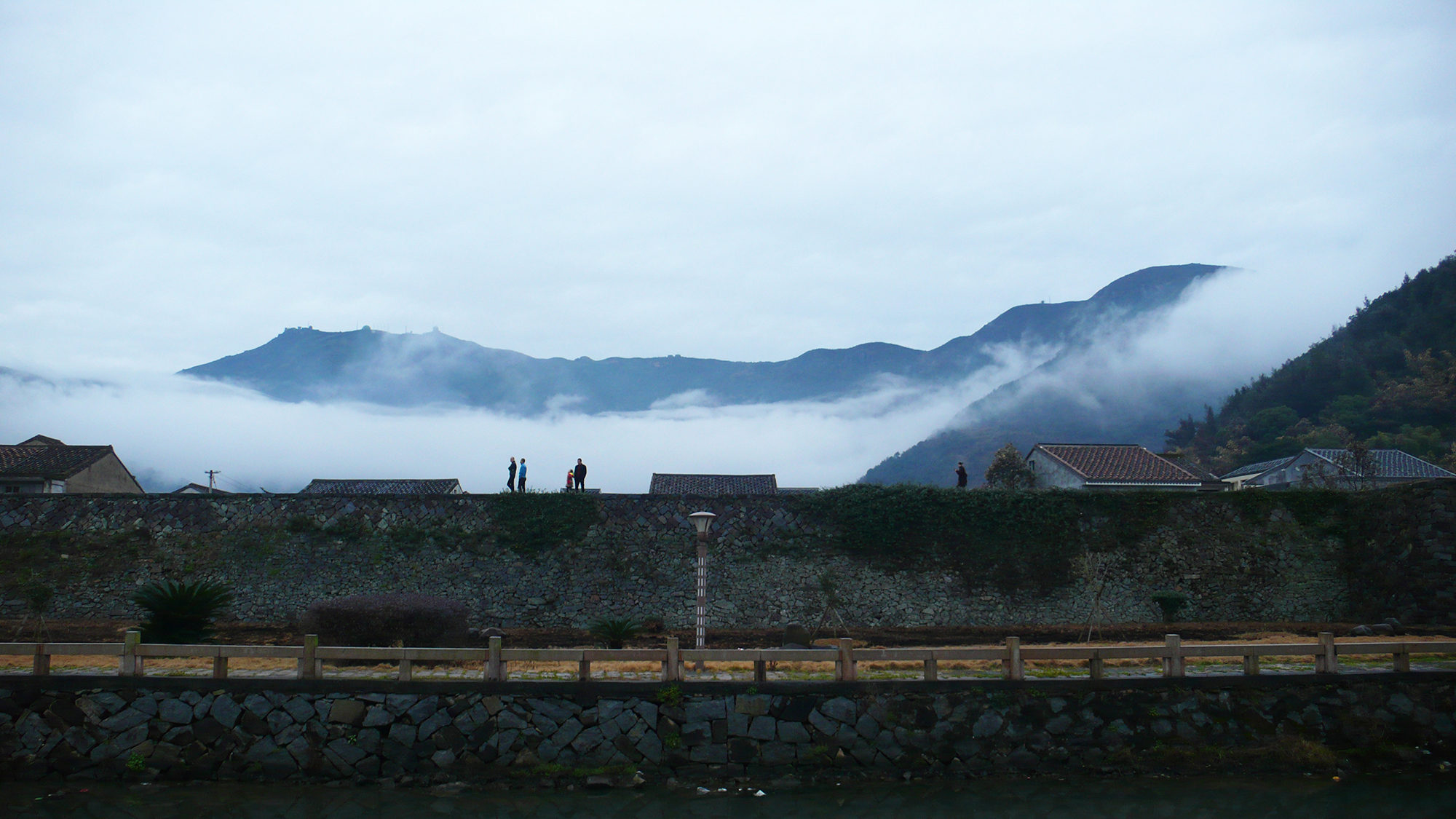
城墙与云雾